# アルマン・ギヨマン
アルマン・ギヨマン（Armand Guillaumin、1841年2月16日 - 1927年6月26日）は、フランス印象派の画家、リトグラフ版画家。ギヨーマン、ギョーマンとも表記される。
本名はジャン＝バティスト・アルマン・ギヨマン（Jean-Baptiste Armand Guillaumin）で、パリの生まれ。叔父の経営するランジェリー・ショップで働きながら、夜にスケッチのレッスンに通った。フランス政府鉄道でも働いていた。1861年、アカデミー・シュイスで勉強をはじめるが、そこで終生の友となるポール・セザンヌ、カミーユ・ピサロと出逢った。ギヨマンがまだ何の名声も得ていなかった頃、彼らの作品にギヨマンが与えた影響は意義深いものがある。セザンヌはギヨマンの描いたセーヌ川のはしけの絵を元に、最初のエッチングを試みたのであった。
1863年、ギヨマンは落選展に出品し、後に友人となるフィンセント・ファン・ゴッホの弟テオがギヨマンの絵を数点購入した。
強烈な色彩で知られ、世界中の美術館がギヨマンの絵を展示している。パリやクルーズ県、プロヴァンス＝アルプ＝コート・ダジュール地域圏の地中海沿岸に近いアドレ・ドゥ・レストゥレル周辺を描いた風景画で、とくにその名を残している。
1927年、パリの真南にあるヴァル＝ド＝マルヌ県オルリーで亡くなった。

## 作品

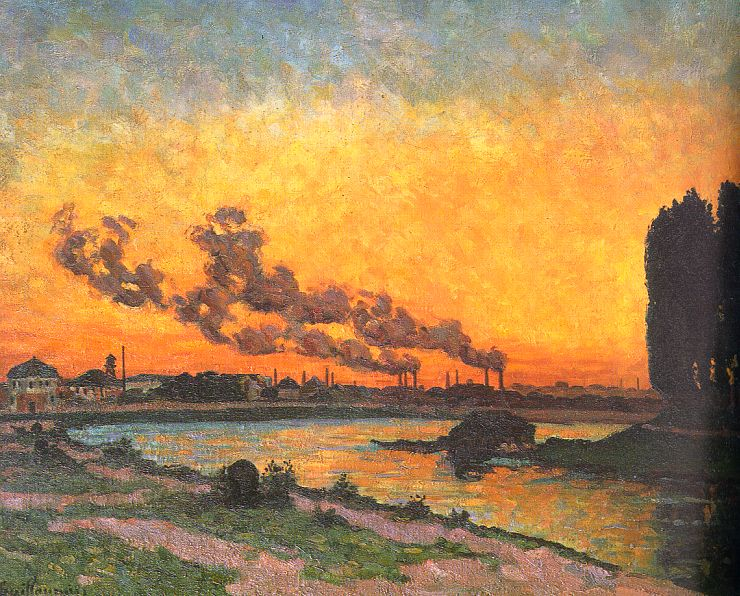
『イブリーの落陽』（1873年）81 cm x 65 cm、油彩、カンヴァス、オルセー美術館
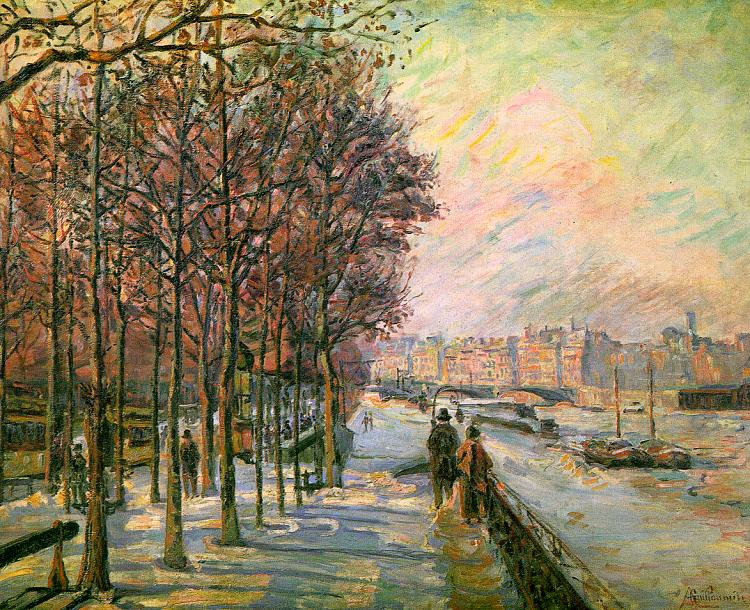
『ヴァリュベール広場』（1875年）